# City Express
«City Express» — проєкт міського та приміського залізничного сполучення («міська електричка») в агломераціях українських міст-мільйонників, зокрема Києві та Дніпрі (у перспективі — у Харкові, та Львові).

## Історія

### Київ
Реалізація проєкту почалася зі столиці України. У січні 2021 року «Укрзалізниця» в межах «Kyiv City Express» запустила оновлені електропоїзди за маршрутами Буча — Святошин, Тарасівка — Київ та Васильків — Київ.
У перспективі «Kyiv City Express» обслуговуватиме 6 напрямків навколо Києва — Вишгородський, Богуславський (Трипілля, Кагарлик, Миронівка), Ніжинський (Бровари, Бобровиця, Носівка), Яготинський (Бориспіль, Березань), Узинський (Боярка, Вишневе, Васильків I, Васильків-Центр, Фастів, Біла Церква) та Клавдієвський (Ірпінь, Буча, Ворзель, Немішаєве), загалом 46 станцій і приблизно 343 км.
3 березня 2022 в рамках проєкту відновлено рух міських поїздів у Києві.
З 3 серпня 2022 року «Укрзалізниця» розширила мережу маршрутів «Kyiv City Express», з призначенням електропоїздів, які сполучають Київ та Ніжин.
4 серпня 2022 року презентований десятий оновлений електропоїзд, який використовується для пасажирських перевезень на маршруті Київської міської електрички. Саме з цього дня пасажирів обслуговують виключно модернізовані електропоїзди в рамках проєкту «Kyiv City Express». Тож весь рухомий склад став інклюзивний, тобто призначений для зручного перевезення пасажирів з дітьми, людей з інвалідністю, велосипедистів, має зручні оновлені сидіння, а в останніх моделях має деякі зміни, які впроваджені завдяки відгукам пасажирів. Наприклад, тримачі для велосипедів в ньому обладнані спеціальними м'якими накладками.
У жовтні 2023 року «Укрзалізниця» запропонувала реконструювати 60 залізничних платформ у Києві та Київській області в рамках створення мережі приміського сполучення «Kyiv City Express». Реконструкція платформ має забезпечити безбар'єрний доступ до приміських та міських поїздів, що є одним із фокусів стратегії «Безбар'єрна залізниця», так як залізниця щоденно перевозить сотні поранених, осіб з інвалідністю та з ускладненою мобільністю, що саме і зумовлює проєктування саме безбар'єрних платформ. Іншою метою проєкту є безпека — наразі є велика частка залізничних платформ, які перебувають в аварійному стані та потребують приведення до ладу.

### Дніпро
З 20 грудня 2023 року почав працювати проєкт міської електрички «Dnipro City Express», який призначений для сполучення міста Дніпро з передмістям та містами-сателітами зручним сполученням з використанням оновленого рухомого складу. На першому етапі проєкту «Dnipro City Express» курсуватиме за маршрутом Дніпро — Кам'янське та зупинятиметься на станціях Горяїнове, Діївка, Сухачівка та Запоріжжя-Кам'янське. Електропоїзд розрахований на 1000 пасажирів. Щодоби з Кам'янського до Дніпра й зворотно здійснюють перевезення 4 тисячі пасажирів. Час в дорозі нового поїзда в обох напрямках складає близько 40 хвилин.
З 29 березня 2024 року розпочався другий етап проєкту міської електрички «Dnipro City Express» — модернізовані електропоїзди почали курсувати у сполученні Кам'янське — Дніпро — Синельникове I. Поїзди зупиняються на станціях Нижньодніпровськ, Ксеніївка, Ігрень, Синельникове II та інших проміжних, забезпечуючи таким чином зручне тактове сполучення між районами і берегами самого Дніпра та для мешканців агломерації. Крім рейсів з Кам'янського до Дніпра, впродовж дня з Кам'янського до станції Синельникове через Дніпро відправляються 4 рейси, 2 — зі станції Синельникове I до Кам'янського через Дніпро, 3 — у напрямку Дніпро — Синельникове I та 5 — у зворотному напрямку. На маршруті курсують оновлені на потужностях «Укрзалізниці» електропоїзди серії ЕПЛ2Т, які оснащені пандусами, місцями для проїзду людей з обмеженими можливостями та інклюзивними вбиральнями, навігацією з шрифтом Брайля, місцями для велосипедів, портами Type-C та USB для зарядки гаджетів.
10 квітня 2024 року, ввечері, трапилося займання у міському електропоїзді «Dnipro City Express». До служби порятунку «101» о 20:04 надійшло повідомлення про пожежу в міському електропоїзді на станції Ігрень у Самарському районі міста Дніпро. Рятувальники, прибувши до місця події, встановили, що під час руху міського електропоїзда сталося займання в одному з вагонів. Горіла електрощитова, облицювання у тамбурі вагона та сидіння на площі 25 м². О 20:52 займання було ліквідовано. Внаслідок події загиблих та травмованих немає.